# 拉塞尔·马克
拉塞尔·马克（英語：Russell Mark，1964年2月25日—），澳大利亚男子射击运动员。他曾代表澳大利亚参加1988年、1992年、1996年、2000年、2008年和2012年夏季奥林匹克运动会射击比赛，获得一枚金牌和一枚银牌。